# 卡尔博纳拉-迪诺拉
卡尔博纳拉-迪诺拉（義大利語：Carbonara di Nola），是意大利坎帕尼亞大區那不勒斯廣域市的一个市镇。总面积3.53平方公里，人口2233人，人口密度632.6人/平方公里（2009年）。ISTAT代码为063015。